# KkStB 46
KkStB 46 паротяг приватних і державних залізниць Австро-Угорської імперії. (KkStB нім. k.k. Staatsbahnen — Цісарсько-королівська державна залізниця)

## Історія
Паротяги були поставлені протягом 1872—1889 років на приватні залізниці:
- Залізниця Ерцгерцога Альбрехта (EAB) — 16 шт., № 1 — 16
- Mährische Grenzbahn (MGB) — 1 шт. (куплена в EAB) № 11
- Перша угорсько-галицька залізниця (EUGE) — 16 шт. серія ІІІ
- Угорська Західна залізниця (UWB) — 3 шт. серія ІІІ
- Львівсько-Чернівецько-Ясська залізниця (LCJE) — 7 шт. серія IVe

Після націоналізації залізниць паротягам присвоїли серію kkStB 46 — 46.01-16 (з EAB), 46.17 (з MGB), 48.18–25, 29–36 (з EUGE), 48.26–28 (з UWB), 48.37–43 (з LCJE).
Після війни три паротяги з колишньої Угорська Західна залізниця експлуатувались у Австрійській федеральній залізниці до 1929 року.

### Технічні дані паротяга KkStB 46
|                              |                                                  |
| Розміри                      | Параметри                                        |
| Роки випуску                 | 1872—1889                                        |
| Країна-виробник              | Австро-Угорська імперія                          |
| Завод-виробник               | Wiener Neustädter Lokomotivfabrik, Sigl (Відень) |
| Ширина колії                 | 1435 mm                                          |
| Тип                          | Cn2                                              |
| Діаметр циліндрів            | 460 мм                                           |
| Хід поршня                   | 632 мм                                           |
| Діаметр рухомих коліс        | 1175–1180 мм                                     |
| Загальна колісна база        | 3160 мм                                          |
| Загальна колісна база×Тендер | 10270 мм                                         |
| Тиск пари                    | 10 атм.                                          |
| Випаровуюча поверхня котла   | 118,5 — 120,0 м²                                 |
| Площа пароперегрівача        | 8,2 — 8,1 м²                                     |
| Площа колосникових ґрат      | 1,65 — 1,71 м²                                   |
| Тендер                       | типи 13, 34, 35, 40                              |
| Маса паротяга порожнього     | 33,0 т                                           |
| Маса паротяга робоча         | 35,2 т                                           |
| Швидкість                    | 45 км/год                                        |